# Hadi Sepehrzad
Hadi Sepehrzad (in persiano هادی سپهرزاد‎; Teheran, 19 gennaio 1983) è un ex multiplista iraniano.
Ha rappresentato l'Iran in occasione di Pechino 2008.

## Palmarès
| Anno | Manifestazione               | Sede     | Evento    | Risultato | Prestazione | Note |
| ---- | ---------------------------- | -------- | --------- | --------- | ----------- | ---- |
| 2002 | Campionati asiatici juniores | Bangkok  | Decathlon | 5º        | 6.494 p.    |      |
| 2005 | Campionati asiatici          | Incheon  | Decathlon | 7º        | 6.889 p.    |      |
| 2005 | Giochi asiatici indoor       | Bangkok  | Eptathlon | Argento   | 5.324 p.    |      |
| 2005 | Giochi dell'Asia occidentale | Doha     | Decathlon | Argento   | 5.660 p.    |      |
| 2006 | Giochi asiatici              | Doha     | Decathlon | 10º       | 6.992 p.    |      |
| 2007 | Campionati asiatici          | Amman    | Decathlon | Argento   | 7.667 p.    |      |
| 2008 | Campionati asiatici indoor   | Doha     | Eptathlon | Argento   | 5.515 p.    |      |
| 2008 | Giochi olimpici              | Pechino  | Decathlon | 21º       | 7.483 p.    |      |
| 2009 | Giochi asiatici indoor       | Hanoi    | Eptathlon | 5º        | 5.175 p.    |      |
| 2009 | Campionati asiatici          | Canton   | Decathlon | Argento   | 7.262 p.    |      |
| 2010 | Campionati asiatici indoor   | Teheran  | Eptathlon | Oro       | 5.292 p.    |      |
| 2010 | Giochi asiatici              | Canton   | Decathlon | dnf       | dnf         |      |
| 2011 | Campionati asiatici          | Kōbe     | Decathlon | Oro       | 7.506 p.    |      |
| 2011 | Universiadi                  | Shenzen  | Decathlon | dnf       | dnf         |      |
| 2011 | Mondiali                     | Taegu    | Decathlon | dnf       | dnf         |      |
| 2013 | Campionati asiatici          | Pune     | Decathlon | dnf       | dnf         |      |
| 2014 | Campionati asiatici indoor   | Hangzhou | Eptathlon | dnf       | dnf         |      |
| 2014 | Giochi asiatici              | Incheon  | Decathlon | 5º        | 7.572 p.    |      |